# هانس وولپرت
هانس وولپرت (آلمانی: Hans Wölpert; ۱۳ مهٔ ۱۸۹۸ – ۱ ژانویهٔ ۱۹۵۷) وزنه‌بردار اهل آلمان بود.